# Casque romain
Pour les articles homonymes, voir Casque (homonymie).
Pour un article plus général, voir Casque.

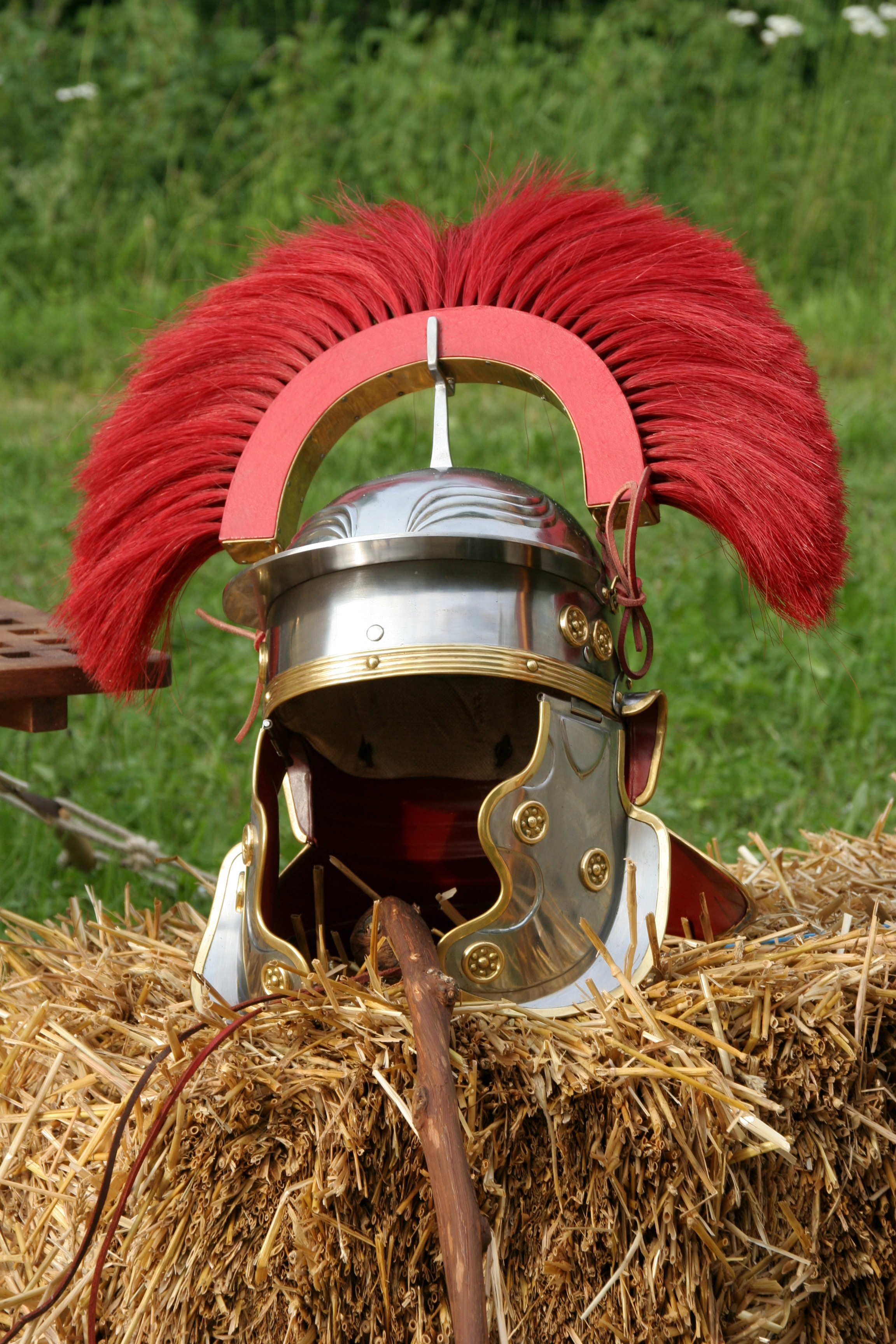
Reconstitution d'un casque Impérial-Gaulois muni d'un protège-nuque et de paragnathides rivetés, et d'un cimier à panache. L'ouïe est favorisée grâce au dégagement des oreilles sur ce casque de centurion.

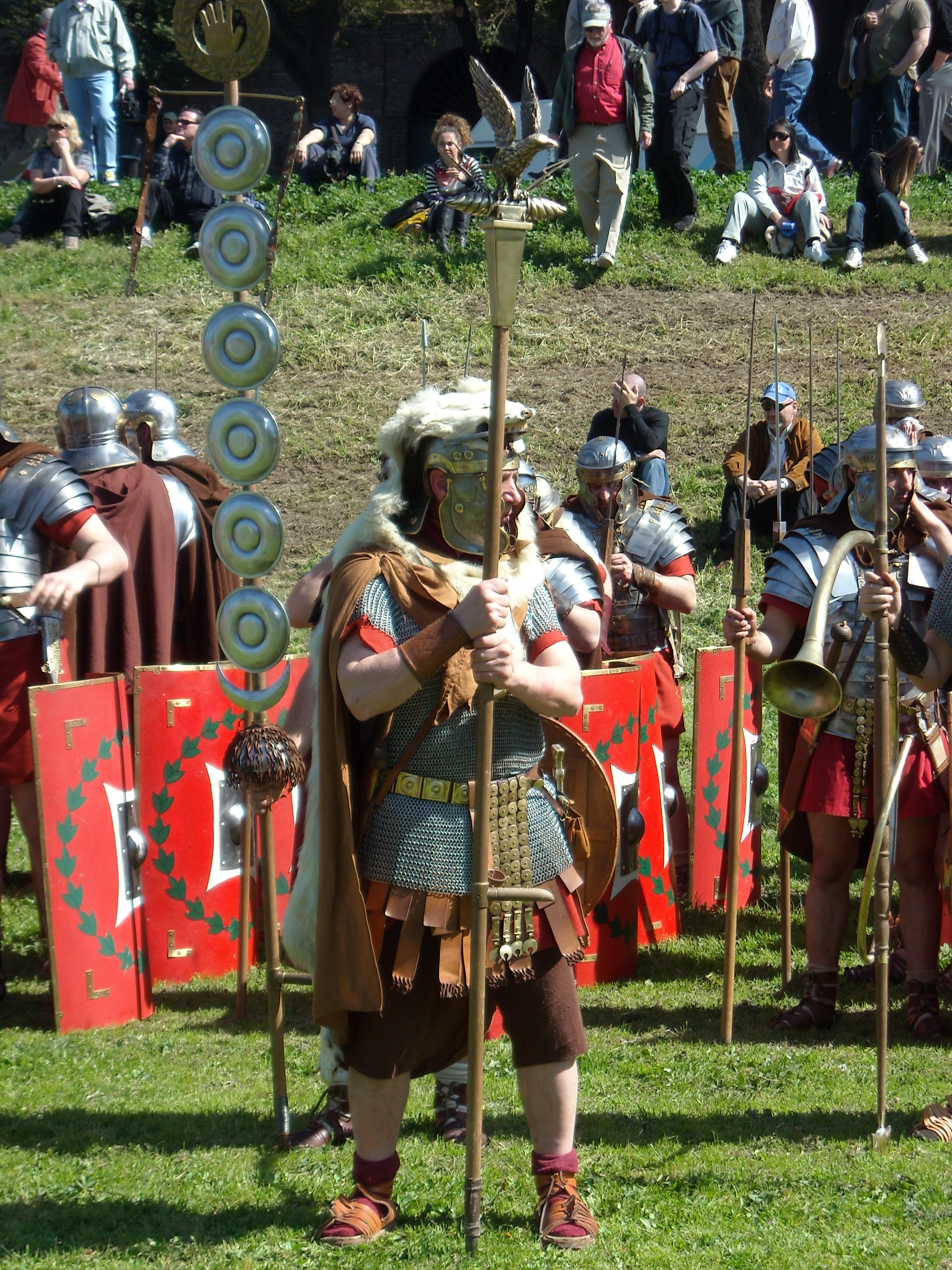
Reconstitution d'un la, qui porte une peau de lion, d'ours ou de loup dont la tête couvre son casque.

Le casque romain (galea ou cassis en latin) est un élément très représentatif de l'équipement militaire de la légion et des troupes auxiliaires romaines. Malgré la standardisation de l'équipement grâce à l'État qui fait faire fabriquer en masse les pièces de l'armure pour les grades inférieurs dans l'Empire romain, ce casque de combat est le produit d'une sélection et d'une évolution qui accompagne l'évolution de l'art militaire romain. Il passe généralement d'une simple calotte à une protection accrue de la nuque, des joues et de la face ainsi que l'ajout de renforts supplémentaires, ces modifications étant liées à la posture adoptée par le soldat romain sur le champ de bataille.

## Typologie selon les archéologues

### Période républicaine

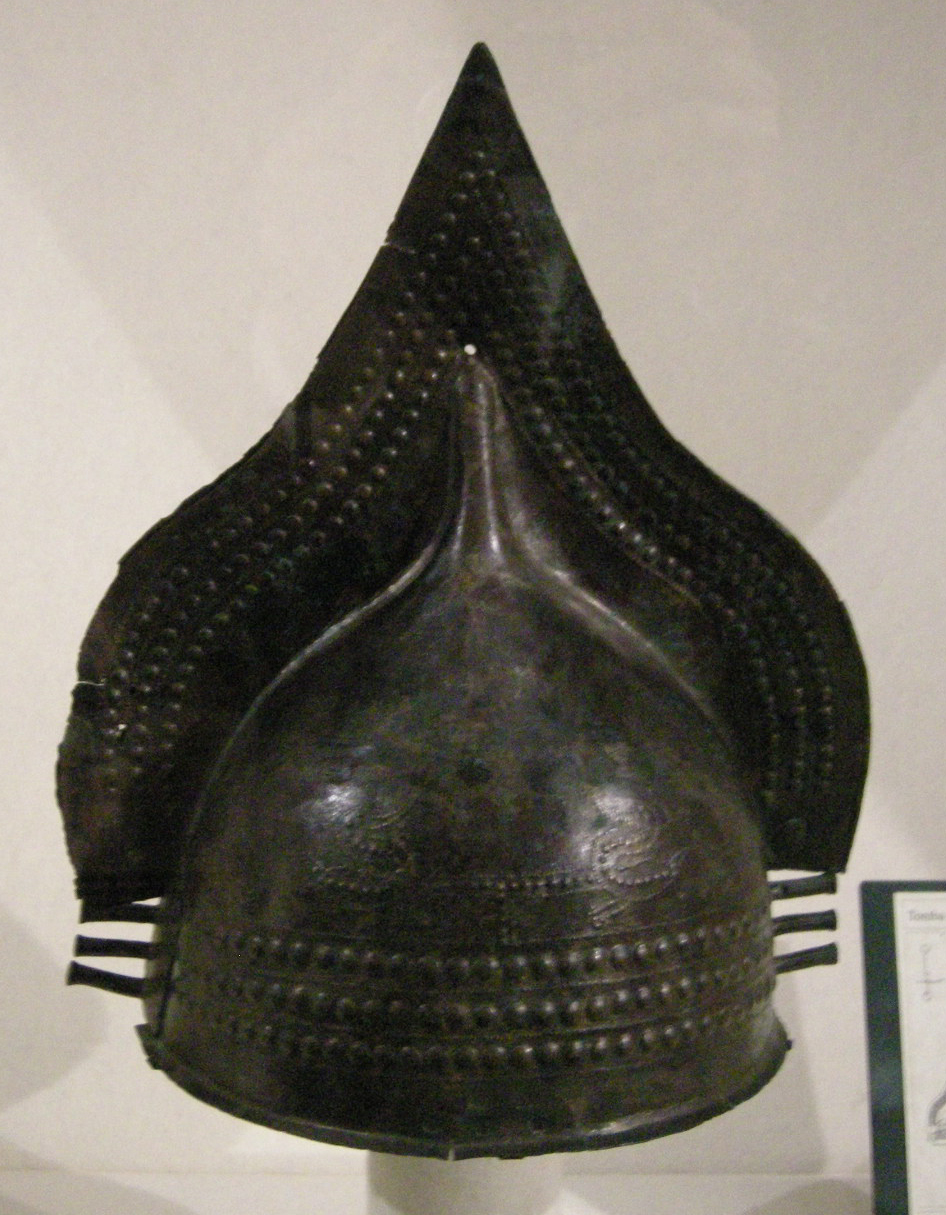
Casque typique de l'époque de la monarchie romaine, provenant du musée Guarnacci à Volterra.

#### Casque Villanovien
En usage du VIIIe au VIe siècle av. J.-C., ce type de casque était utilisé par les membres les plus fortunés des premières troupes romaines, durant la période semi-légendaire de la royauté romaine. Ce type de casque a été développé sur le territoire villanovien à partir de prototypes d'Europe centrale. De nombreux casques de conception similaire ont été retrouvés dans toute l'Europe centrale et occidentale. Il s'agit d'un casque en bronze, à la calotte conique pourvue d'une imposante crête métallique.

#### Casque apulo-corinthien
Le casque de type apulo-corinthien est une variante sud-italique du casque de type corinthien porté par les hoplites. Elle apparaît à la fin du VIe siècle av. J.-C. et reste en usage durant les deux siècles suivant. Cette forme ne couvre que la calotte crânienne et simule un casque corinthien relevé sur le front. Les casques de ce type sont souvent pourvus de crêtes et d'aigrettes.

#### Casque Negau
Type de casque né en Italie et particulièrement répandu dans le monde étrusque, il apparaît au VIe siècle av. J.-C. au terme d'un siècle d'évolution. Les casques de ce type affectent globalement la forme d'une cloche dotée d'une légère arête dans l'axe longitudinal. Leur base est dotée d'un étranglement marqué, au-dessus d'un rebord continu. Ils ne sont pas pourvus de paragnathides mais peuvent être décorés d'appliques, d'aigrettes ou de cimiers.

#### Casque italo-celtique
Ce type, également connu sous les noms italo-celtique, étrusco-italique, étrusco-celtique semble être commun aux populations italiques et celtiques. Son apparition datant sensiblement des premières incursions celtes dans la péninsule italienne, il pourrait être issu de ces évènements et être un produit de la fusion des techniques artisanales celtes et italiennes.
La principale différence entre les casques de tradition celtique et ceux de tradition italique se trouve dans le bouton sommital, pièce rapportée chez les Celtes, alors qu'elle est moulée en même temps que le casque chez les populations italiques.
Ce type de casque a eu une longue utilisation, allant du IVe au Ier siècle av. J.-C. et se retrouve, du fait de son adoption par les troupes romaines et de l'extension du mercenariat celtique, un peu partout sur les rives de la Méditerranée et en Europe. Les modèles italiques de ce casque sont également qualifiés de type casque Montefortino (en). Le terme « type buggenum » est également parfois utilisé pour les modèles les plus tardifs. Il peut être équipé d'une large collerette offrant un surcroît de protection contre les coups de taille et avoir le sommet de sa calotte percé pour permettre la fixation d'une crête.

### La réforme de Marius

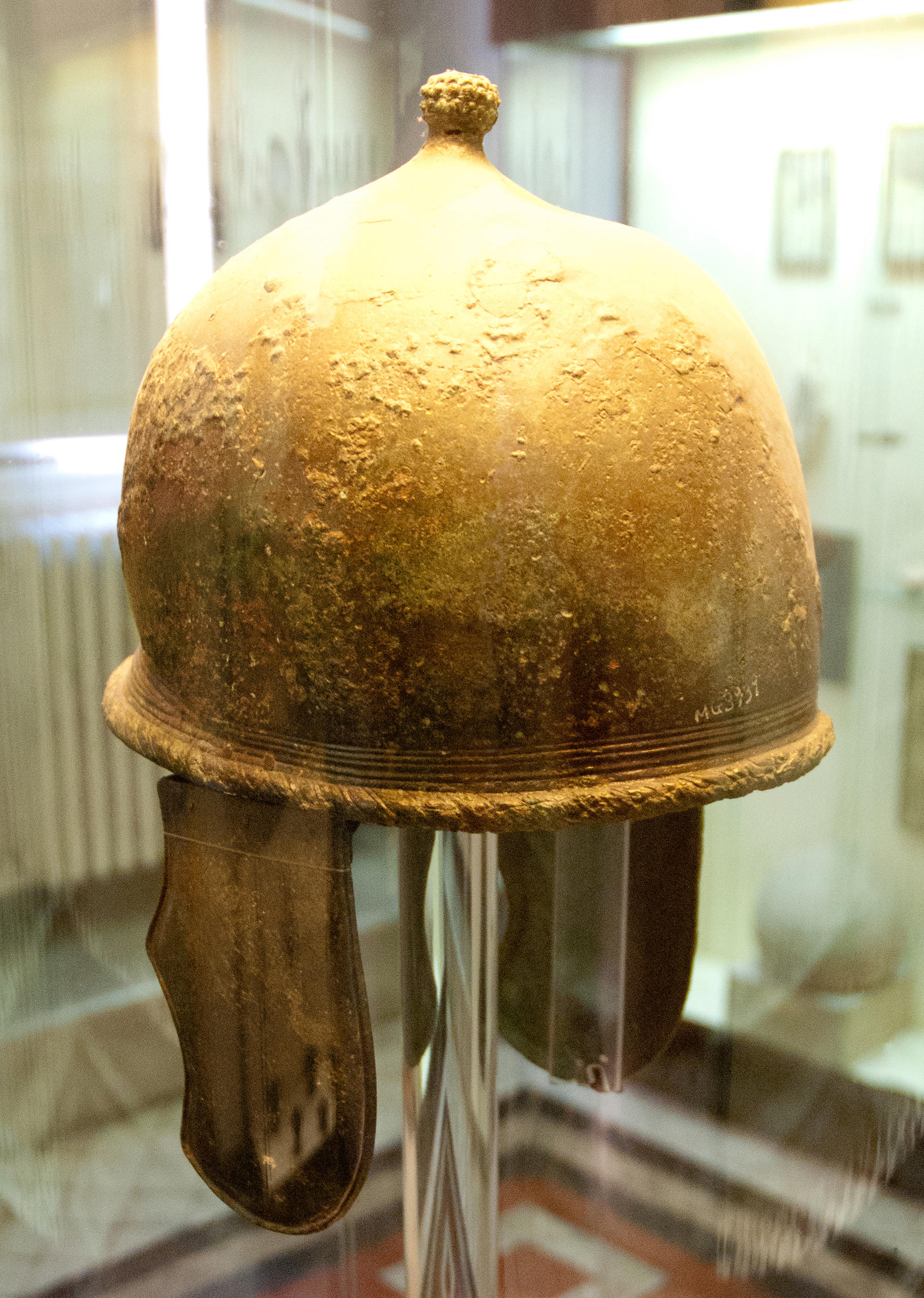
Casque de type Montefortino. Un décor incisé se présente sur le bord inférieur de la calotte et sur la bordure du protège-nuque.

#### Casque Montefortino
Évolution du casque italo-celtique, ce type de casque équipe les légionnaires de la fin de la République. Il porte le nom de la petite ville de Montefortino, en Italie centrale, du nom d'un lieu de trouvaille.
Sa calotte en alliage de cuivre (bronze ou laiton), de forme conique arrondie, est surmontée d'un bouton sommital percé pour recevoir occasionnellement un panache de plumes ou de crin qui a plus une fonction ornementale et d'intimidation que d'être un signe distinctif du grade (tel le casque surmonté d'une crête avec panache porté par les cadres militaires).

#### Casque Coolus-Manheim
Ce type de casque apparaît après la réforme marianique. Probablement d'inspiration celtique il s'agit d'un casque de bronze très simple doté d'une bombe en forme de bol, avec peu ou pas d'ornements, sans bouton sommital ni dispositif de fixation de crête. Il ne dispose en guise de paragnathides que d'anneaux métalliques rivetés à la calotte. Le couvre-nuque est peu saillant. Il porte le nom du village français de Coolus, dans la Marne.
Il évolue plus tard, en se mêlant avec le Montefortino. Il développe alors un bouton sommital et une visière de protection. Le couvre nuque en est plus marqué.

### Période augustéenne et Haut-Empire

#### Casque Buggenum
Ultime avatar du casque de type italo-celtique, ce type de casque est postérieur à la conquête des Gaules. En bronze, constitué d'une seule pièce à l'exception de paragnathides, il ne diffère que peu du type Montefortino avec lequel il est fréquemment confondu. Il a été utilisé au début du règne d'Auguste, notamment lors des guerres civiles et lors de la conquête de la Germanie. Il est alors supplanté par le casque de type Haguenau.

#### Casque Haguenau

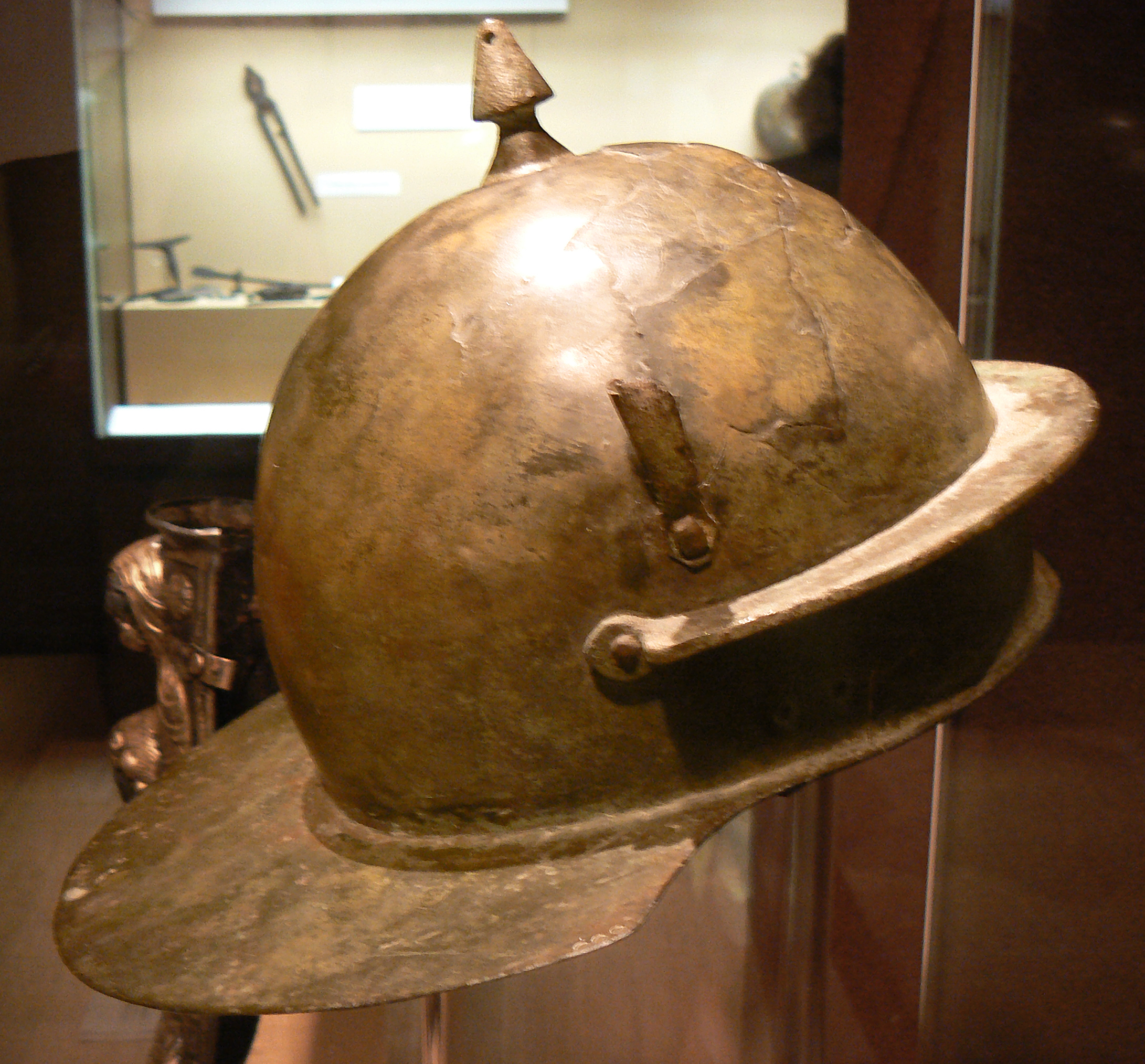
Casque de type Haguenau.

Nommé d'après une trouvaille conservée au musée de Haguenau, le type Haguenau est défini au début du XXe siècle par P. Couissin, en même temps que le type Weisenau, ou Impérial-Gaulois. C'est une base de casque italo-celtique en bronze. Fait d'un seul tenant, il est doté d'un imposant couvre-nuque perpendiculaire au timbre du casque et dont la taille ira s'agrandissant avec le temps. Il est également pourvu d'un renfort frontal disposé en visière et riveté sur les tempes, innovation qui renforce le timbre contre les coups de taille. Il dispose également de paragnathides articulées très couvrantes. Ces évolutions sont probablement commandées par les techniques de combat romaines et adverses du temps (épées plus courtes, escrime davantage basée sur des coups assénés d'en haut). Ce type de casque tombe en désuétude à la fin du Ier siècle de notre ère.

#### Casque Weisenau

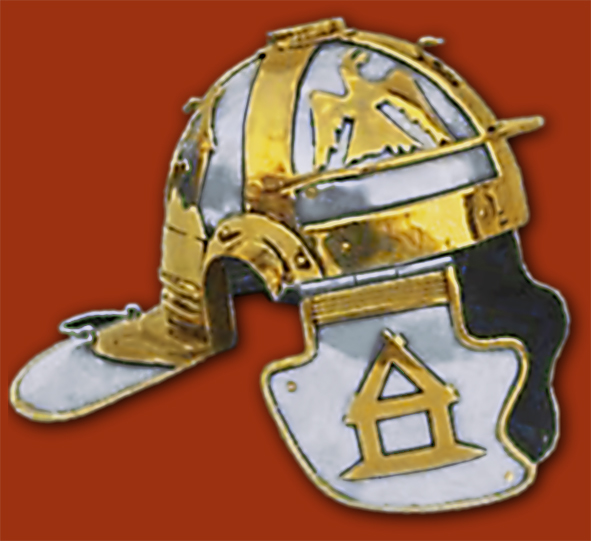
Réplique d'un casque Weisenau. Il est pourvu d'un anneau métallique riveté au couvre-nuque, qui sert à suspendre le casque à l'épaule, sur la poitrine ou sur le dos pendant la marche.

Le casque Weisenau (du nom d'un quartier de Mayence) est également désigné sous l'appellation de casque Impérial-Gaulois. Il dérive en effet de casques celtes, du type Port notamment. Le type Weisenau est un casque composite fait d'un seul tenant, en fer, pourvu d'un couvre-nuque, de paragnathides et d'une visière rapportés. Il n'a pas de bouton sommital, mais peut disposer de porte-crête ou de tube de fixation d'aigrettes. Sa particularité la plus remarquable réside dans les deux ondulations en forme de sourcil sur le front de la bombe du casque. Ces formes, destinées à rigidifier l'ensemble, sont remplacées au IIe siècle apr. J.-C. par des renforts cruciformes au sommet du timbre, probablement en lien avec les guerres daciques de Trajan au cours desquelles les coups de falx parvenaient à transpercer le casque. Le couvre-nuque n'est pas riveté comme sur son modèle, une série de cannelures situées sur la nuque remplissent là aussi un rôle de raidisseur. Contrairement au modèle Haguenau, le couvre-nuque proprement dit commence plus bas que la base du timbre. Une autre différence notable avec le Haguenau est son ornementation, parfois marquée (éléments décoratifs de laiton, de cuivre rouge, d'argent ou d'émail).
Ce casque connaît une bonne durée d'utilisation. Il est en effet utilisé par l'armée romaine jusqu'au IIe siècle de notre ère.
Une variante, souvent nommée « Impérial-Gaulois I » ou Aquincum, du nom du lieu où l'un de ces casques a été découvert, est fabriqué en alliage de cuivre.

#### Casque Niederbieber

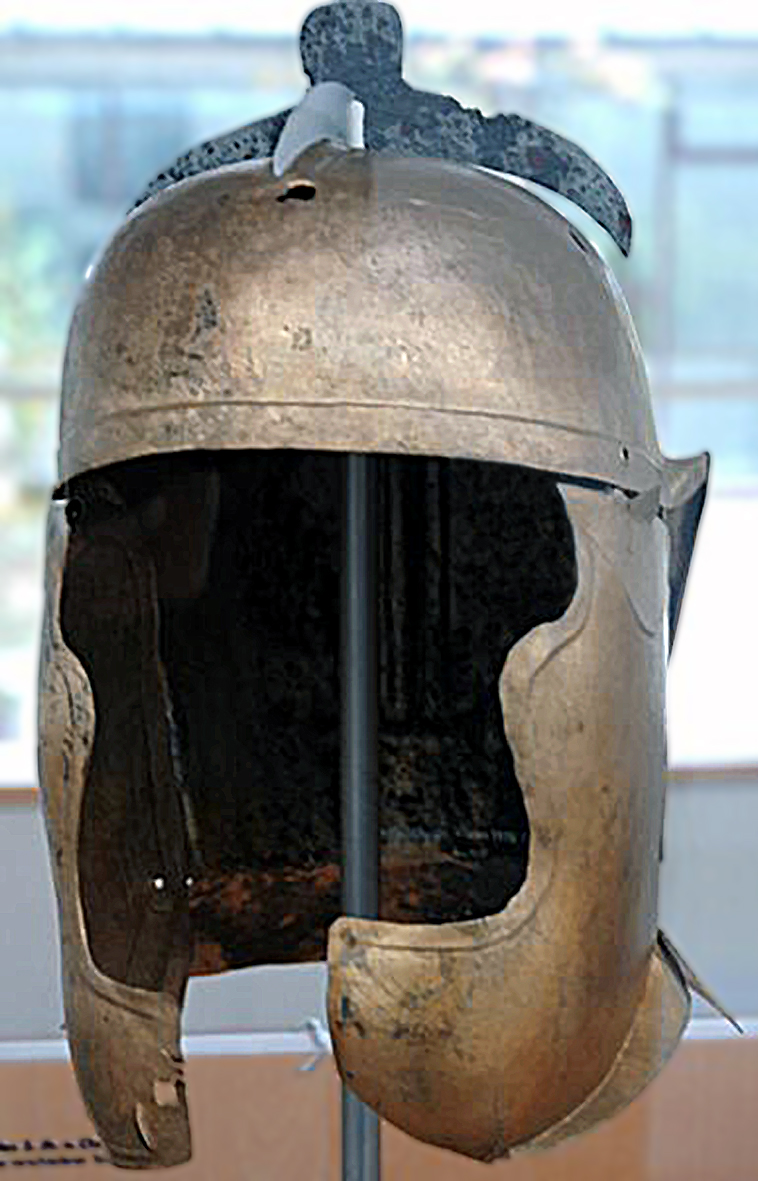
Réplique de casque Niederbieber.

Ce modèle de casque porte le nom du fort de Niederbieber, à Neuwied près de Coblence. Un autre a été découvert à Heddernheim, près de Francfort-sur-le-Main, ce qui peut lui valoir le nom de type Heddernheim. Il apparaît au IIe siècle av. J.-C. et est utilisé jusqu'au IIIe siècle av. J.-C.. Initialement considéré comme un casque de cavalerie, il est également utilisé par l'infanterie. Casque romain qui offre le plus de protection, il est caractérisé par un accroissement des protections basses (protège-nuque, paragnathides ans échancrures et qui se rejoignent sous le menton) et hautes (arête frontale, renforts de calote). Les premiers modèles comportent un épais renfort cruciforme riveté sur le timbre du casque. Les modèles postérieurs voient ce renfort diminuer en taille et être intégrés à la calotte.

### Période du Bas-Empire

#### Casque Augst ou Intercisa
Augst, près de Bâle, et Dunaújváros (Intercisa) en Hongrie.

#### Casque de Berkasovo
Les casques de types Berkasovo, du nom d'une découverte faite en Serbie, sont des casques composés d'une calotte hémisphérique, souvent richement ornés, et aux paragnathides très couvrantes. Ils sont également dotés d'un nasal. Au vu de leur ornementation et de la présence de mors de chevaux à leurs côtés au sein du contexte de découverte, ces casques sont souvent attribués par les archéologues à des officiers de cavalerie. Il est toutefois parfaitement fonctionnel dans le cadre de l'infanterie.
Ce type de casque apparaît au début du IVe siècle, avec, par exemple, le casque découvert à Deurne, aux Pays-Bas, très précisément datés du règne de Constantin Ier par les monnaies qui lui sont associées.

#### Casque type Concesti
Casque trouvé à Concești, en Roumanie.

#### Spangenhelm
Le Spangenhelm est un type de casque en plaques de métal, populaire chez les Germains orientaux. Apparu au Ve siècle, il a été largement utilisé durant le Moyen Âge par les fantassins. Il viendrait de l'Est, apporté par les peuples nomades des steppes d'Eurasie (Scythes, Sarmates puis Huns).

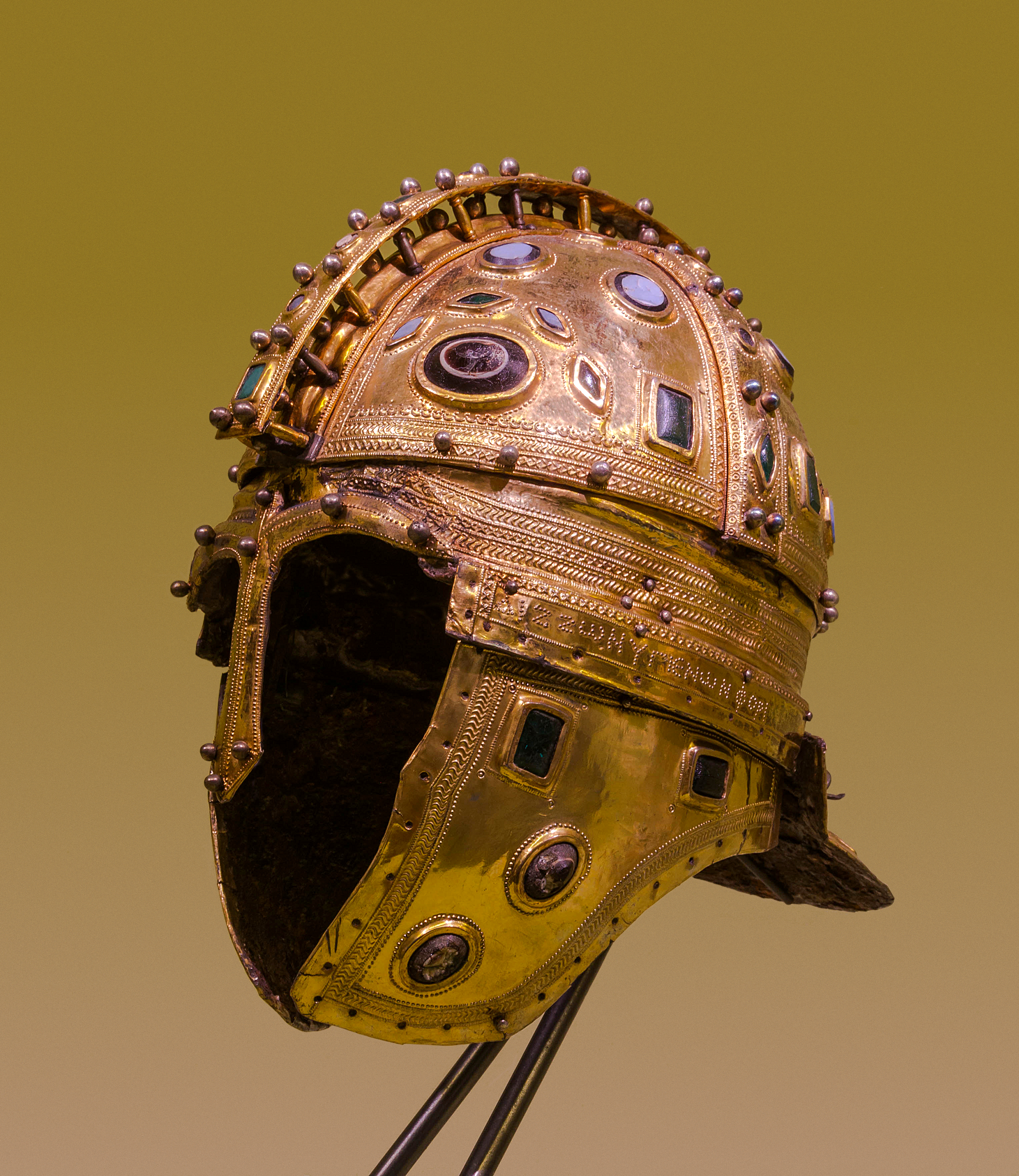
Casque du trésor de Berkasovo (IVe siècle).
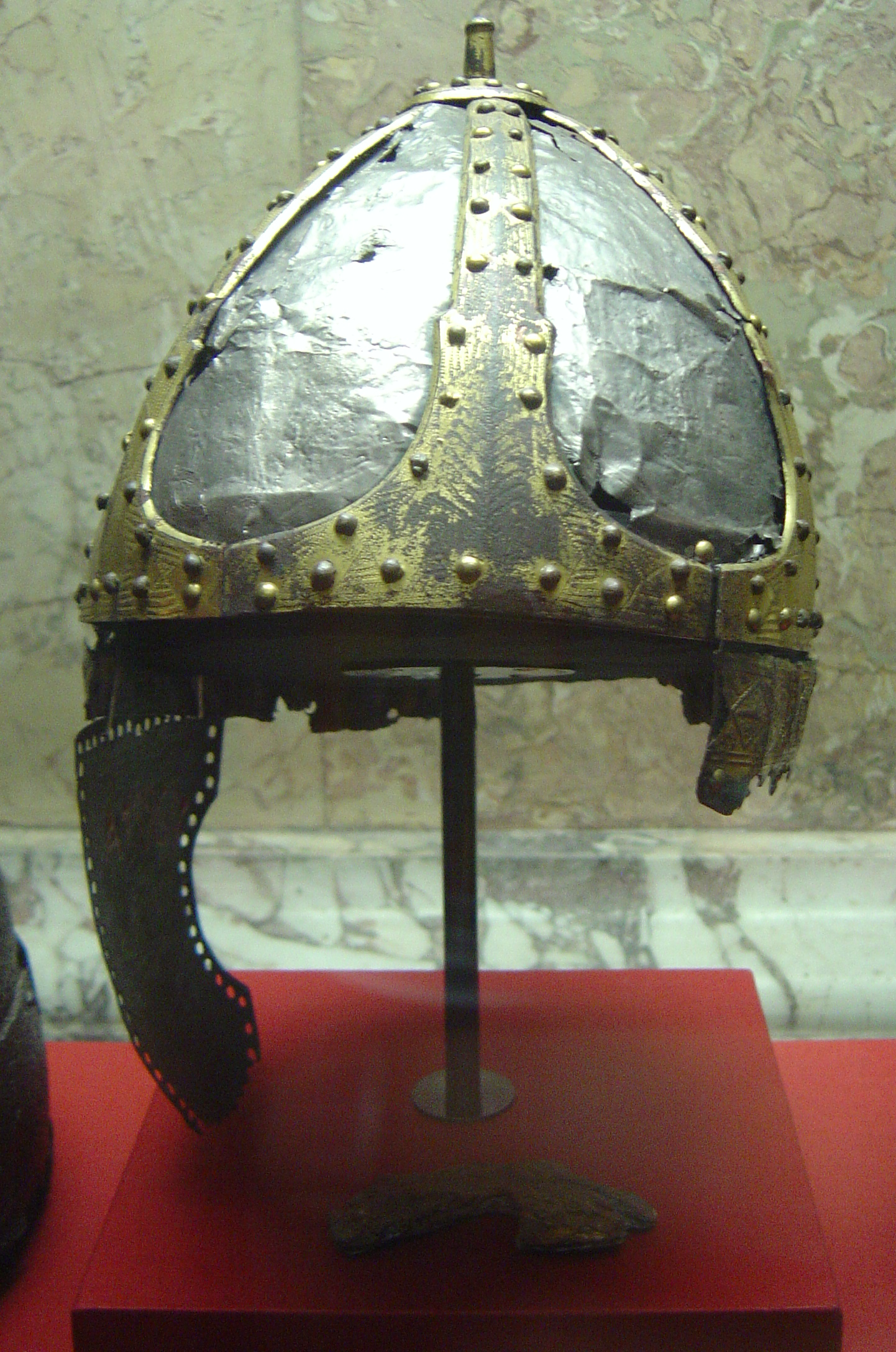
Spangenhelm (VIe siècle).

### Casques de cavalerie et à visages

#### Casque de Guisborough
Le casque de Guisborough est un casque de cavalerie du IIIe siècle, en alliage de cuivre, trouvé en 1864 près de Guisborough, dans le Yorkshire du Nord, en Angleterre. Sa visière est décorée de figures gravées et embouties qui représentent des édicules et des divinités guerrières : la Victoire, Mars, Minerve. Des cavaliers en parade sont représentés entre les figures de divinités. La bande frontale présente un diadème à trois sommets bordés de serpents enroulés dont les têtes se rencontrent au centre, formant une arche au-dessus de la figure centrale de Mars. L'arrière du casque présente un décor de rosaces et de fleurs.

#### Casques type Weiler
Le « casque Weiler » est un casque de cavalier romain du Ier siècle, trouvé en 1977 à Weyler, en Belgique, lors des fouilles d’une tombe à incinération, au lieu-dit Schlamfeld, le long de la chaussée romaine Arlon-Metz. C'est le premier casque « à mèches de cheveux » découvert en Belgique. Il est exposé au musée archéologique d'Arlon.

#### Casque de Kalkriese
Ce casque militaire a été découvert sur l'un des champs de la bataille de Teutobourg (9 ap. J.-C.). Seul subsiste un masque en fer avec revêtement d'argent. Le menton présente une fixation pour le casque et les paragnathides (protège-joue). Le « type Kalkriese » et le « type Noviomagus » sont les plus anciens casques faciaux connus dans l'armée romaine, datables de la première moitié du Ier siècle après J.-C.

#### Casque de Nimègue
Le casque de Nimègue est un casque romain retrouvé en 1915 dans un lit de gravier, sur la rive gauche de la rivière Waal, près de la ville néerlandaise de Nimègue. Le casque semble avoir été porté par la cavalerie romaine d'élite. Le casque est en fer, avec des parties en laiton. La protection du cou est en bronze plaqué d'argent. Le diadème comporte des figures masculines et féminines.

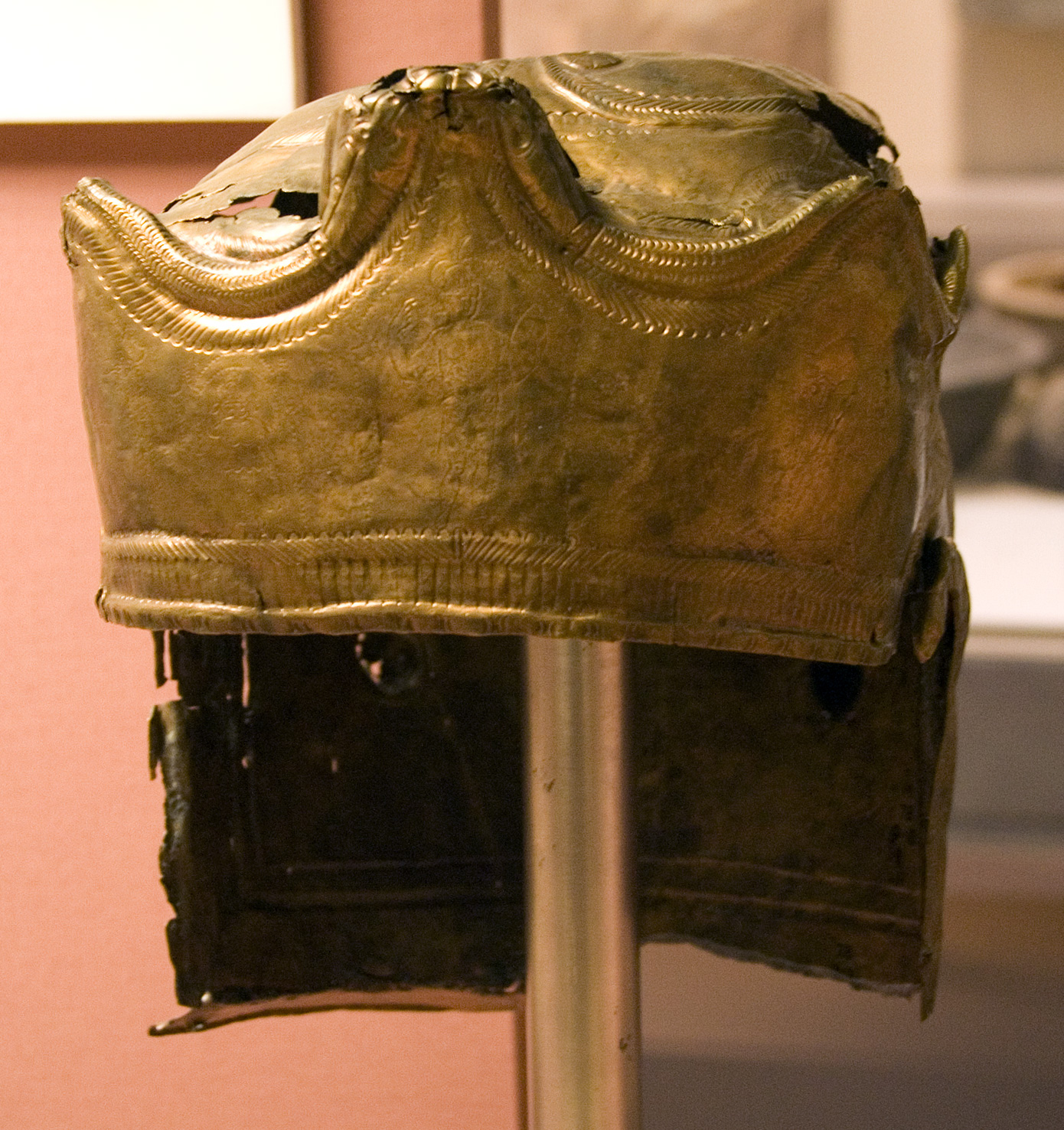
Casque de Guisborough.
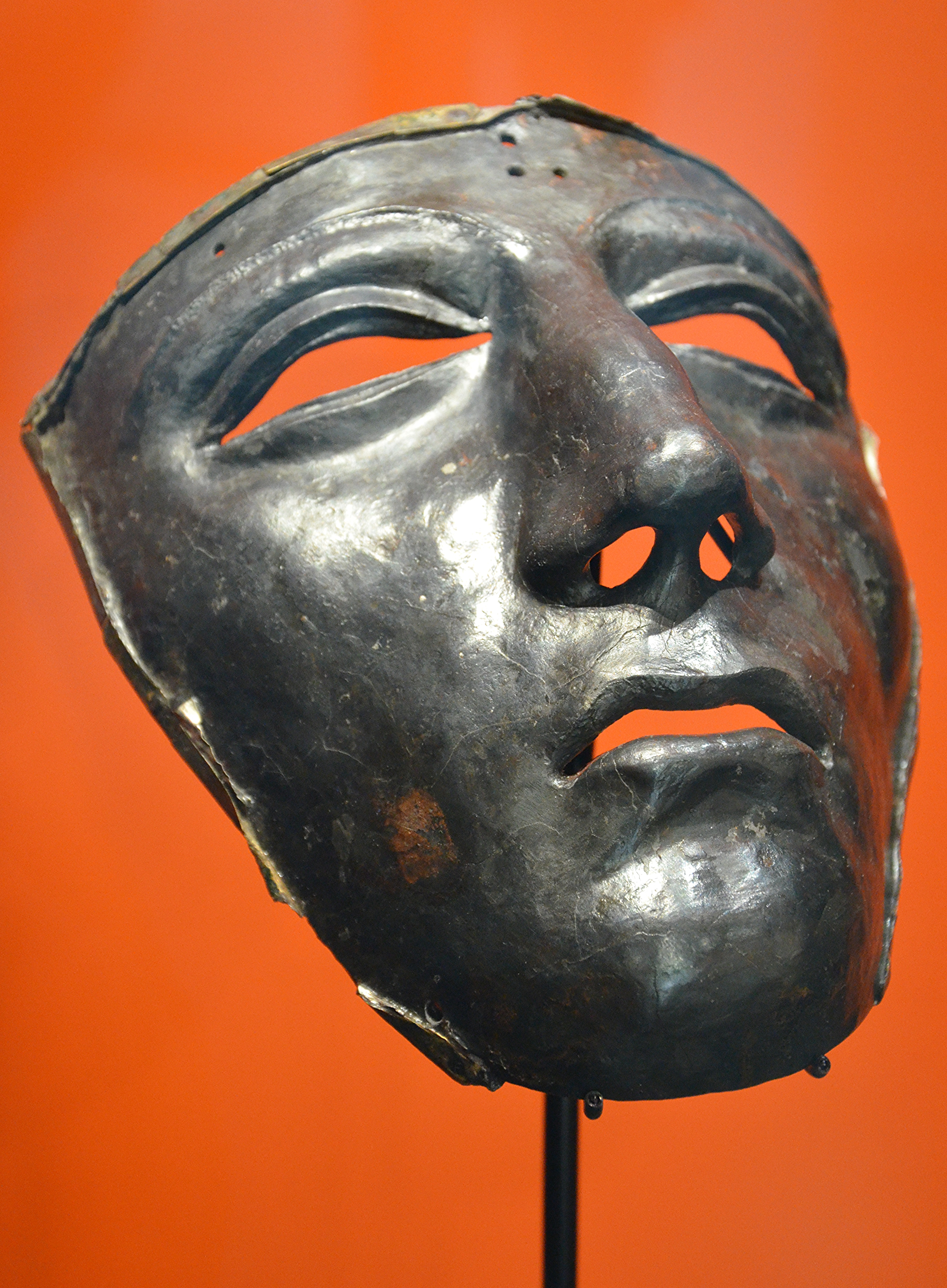
Casque de Kalkriese (bataille de Teutobourg, 9 ap. J.-C.).
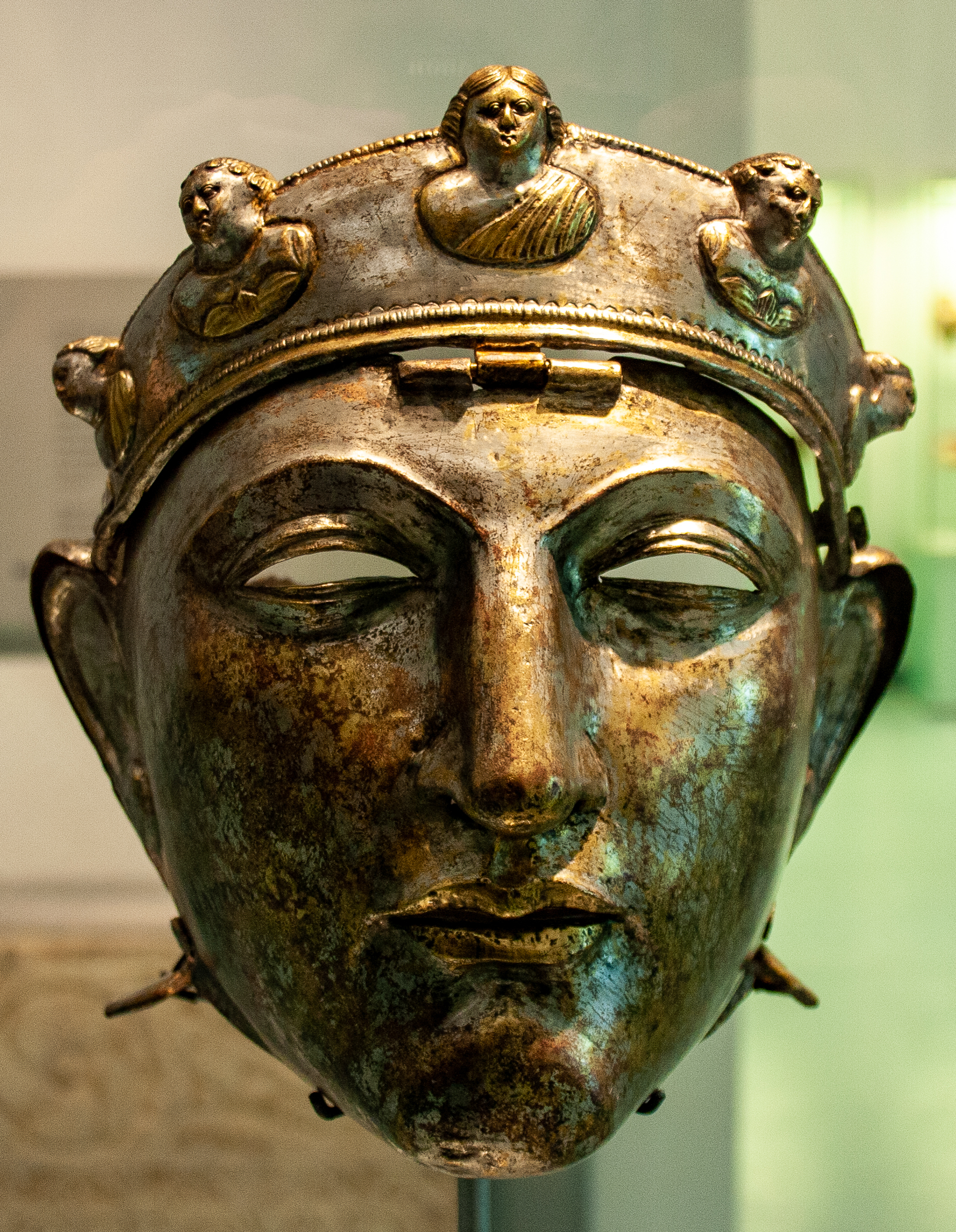
Casque de Nimègue.

## Dans la culture populaire
Le soldat romain est une source d'inspiration dans la littérature et les arts graphiques, et notamment dans le genre cinématographique du péplum, lesquels donnent leur vision, stéréotypée parfois, archéologique d'autres fois, du légionnaire et des troupes auxiliaires. L'équipement le plus souvent retrouvé dans les jeux vidéo ou les films est le casque attique à large frontal (probablement sous l'influence du relief des prétoriens qui représente des soldats non conformes à leur apparence réelle mais témoignant d'une convention artistique) ou un casque romain anachronique, porté par une armée uniformisée.
|                                          |
| Soldat romain portant un casque attique. |

|                                                                                       |
| Relief des prétoriens représentant des soldats romains qui portent un casque attique. |